# 한국조직신학회
한국조직신학회(Korean Society of Systematic Theology)는 조직신학 연구를 위하여 1964년 9월 12일에 창립된 학회이다. 단일 전공 신학회 중 가장 오랜 역사를 지닌 학회이다. 한국조직신학회는 한국기독교학회와의 연계성 속에서 신학적 연구와 발표, 회원들 간의 친교, 소통, 연합을 통하여 한국교회와 사회를 섬기고 이 땅에 하나님 나라를 구현하고자 하는 목적으로 설립된 학회로서 조직신학, 현대신학, 기독교 윤리, 그리고 해석학을 연구하고 발표하는 학회이다. 학회지로는 한국연구재단의 학술등재지인 「한국조직신학논총」(Korean Journal of Systematic Theology, ISSN 1226-3656)이 있다.

## 한국조직신학회 제34기(2023년 11월 - 2024년 10월) 임원
- 회장 : 이찬석교수(협성대학교)

- 부회장 : 최광진교수(서울호서전문학교)

- 총무 : 이상은교수(서울장신대학교)

- 회계 : 조안나교수(서울신학대학교)

- 서기 : 김인수교수(감리교신학대학교)

- 편집부장 : 박영식교수(서울신학대학교)

- 대외협력부장 : 김정두목사(과천은파교회)

- IT(미디어)부장 :송용원교수(장로회신학대학교)

- 감사 :강응섭교수(예명대학원대학교)

## 학회지 「한국조직신학논총」(ISSN 1226-3656, 한국연구재단 등재지) 편집위원회(2024.01-2025.12)
- 박영식 교수 (서울신학대학교, 편집위원장)

- 김선권 교수 (장로회신학대학교)

- 김효석 교수 (한남대학교)

- 신용식 교수 (부산장신대학교)

- 신익상 교수 (성공회대학교)

- 이관표 교수 (한세대학교)

- 이성호 교수 (배재대학교)

- 이용주 교수 (숭실대학교)

- 장재호교수 (감리교신학대학교)

- 정대경 교수 (숭실대학교)
- 조영호 교수 (안양대학교)
- 최유진 교수 (호남신학대학교)
- 최태관 교수 (감리교신학대학교)

- 「한국조직신학논총」 연구논문투고시스템(JAMS)

## 조직신학 기획시리즈
- 기획시리즈 ① 『교회론』(Ecclesiology)[1] 서울: 대한기독교서회, 2009.

- 기획시리즈 ② 『그리스도론』(Christology)[2] 서울: 대한기독교서회, 2011.

- 기획시리즈 ③ 『신론』(God)[3] 서울: 대한기독교서회, 2012.

- 기획시리즈 ④ 『종말론』(Eschatology)[4] 서울: 대한기독교서회, 2012.

- 기획시리즈 ⑤ 『구원론』(Soteriology)[5] 서울: 대한기독교서회, 2015.

- 기획시리즈 ⑥ 『성령론』(Pneumatology)[6] 서울: 대한기독교서회, 2017.

- 기획시리즈 ⑦ 『신학방법론』(Theological Method)[7] 서울: 대한기독교서회, 2018.

- 『목회를 위한 교의학 주제 해설』[8] 서울: 대한기독교서회, 2016.

## 같이 보기
- 한국기독교학회
- 한국복음주의조직신학회